# 25

## Narození
- Titus Catius Asconius Silius Italicus, římský právník, řečník, filosof a básník († 101, sebevražda)

## Úmrtí
- Aulus Cremutius Cordus, římský historik

## Hlava státu
- Římská říše – Tiberius (14–37)
- Parthská říše – Artabanos II. (10/11–38)
- Kušánská říše – Heraios (1–30)
- Čína, dynastie Chan (206 př. n. l. – 220 n. l.) – Keng-š´-ti (23–25) » Kuang Wu-ti (25–57)
- Markomani – Marobud (?–37)